# Унтонджи, Полен
Полен Жидену Унтонджи (фр. Paulin Jidenu Hountondji; 11 апреля 1942, Абиджан, Берег Слоновой Кости, Французская Западная Африка — 2 февраля 2024, Котону, Бенин) — бенинский философ, общественно-политический деятель, считается одной из важнейших фигур в африканской философии. В 1990-х гг. кратковременно занимал посты министров образования, культуры и коммуникаций в правительстве Бенина.

## Биография

### Образование и преподавание
Родился в протестантской семье. В 1963 году он был первым африканцем, принятым на философский факультет Высшей нормальной школы в Париже, который окончил в 1966 году, и получил степень доктора философии в Университете Париж-Нантер в 1970 году. Научным руководителем его диссертации, посвящённой Эдмунду Гуссерлю, был французский философ Поль Рикёр; в состав комиссии по защите входили философы Эммануэль Левинас и Сюзанна Башляр. Философские влияния Унтонджи включают двух его учителей в Париже, Луи Альтюссера и Жака Дерриду.
После двух лет преподавания в Безансоне (Франция), Киншасе и Лубумбаши (Демократическая Республика Конго / Заир) он в 1972 году получил должность в Университете Абоме-Калави (тогда Университет Дагомеи, затем Национальный университет Бенина) в Котону, где долгое время преподавал в качестве профессора философии.

Унтонджи перед экземплярами журнала Quest.

### Философская мысль
Является одним из основателей Межафриканского совета по философии (CIAP), издавшего единственный выпуск научного журнала Conséquences. В 1976 году он опубликовал в издательстве Франсуа Масперо Sur la “philosophie africaine” — критическую и аналитическую работу об «этнофилософии» таких авторов, как бельгийский миссионер Пласид Темпельс и руандийский теолог Алексис Кагаме.
Он утверждал, что такой подход смешивает методы антропологии с философскими, создавая «гибридную дисциплину без узнаваемого статуса в мире теории». Проблема проистекает из того, что этнофилософия в значительной степени является ответом на западные взгляды на африканскую мысль; эта полемическая роль работает против её философской обоснованности. Взгляд Унтонджи несколько расширился в позднейших трудах; он по-прежнему отвергал этнофилософию как подлинную философскую дисциплину, но двигался в сторону большего синтеза традиционной африканской мысли и строгого философского метода.

### Политическая деятельность и дальнейшая жизнь
Будучи видным критиком однопартийного режима, Унтонджи участвовал в переходе Бенина к демократии в начале 1990-х и последовательно занимал должности министра национального образования в переходном правительстве (1990—1991), а затем министра культуры и коммуникаций (1991—1993) до своей отставки и возвращения в университет в 1994 году.
С 1 августа по 31 декабря 2008 года был профессором гуманитарных наук имени Бингама в Университете Луисвилля в штате Кентукки. В 2009 году он стал директором Африканского центра передовых исследований со штаб-квартирой в Порто-Ново (Бенин).

## Книги
- Sur la “philosophie africaine” Critique de l’ethnophilosophie. Paris, François Maspero, 1976
- Les Savoirs endogènes : pistes pour une recherche. Dakar, Éditions du Codesria, 1994
- Combat pour le sens: un itinéraire africain. Cotonou, Éditions du Flamboyant, 1997
- Endogenous Knowledge: research trails. Dakar, Éditions du Codesria, 1997
- Économie et société au Bénin. Paris, Éditions L’Harmattan, 2000
- The struggle for meaning: Reflections on Philosophy, Culture and Democracy in Africa. Athens, Ohio University Press, 2002